# Raheel Sharif
Raheel Sharif (Urdu: راحیل شریف‎; nascido em 16 de junho de 1956), é um general aposentado do Exército do Paquistão, ele serviu como o 9º Chefe de Exército do Exército do Paquistão entre 29 de novembro de 2013 a 29 de novembro de 2016. Ele é amplamente considerado um dos mais populares generais do exército na história do país. Atualmente ele serve como o Comandante-Em-Chefe da Aliança Militar Islâmica.
Com o general Raheel Sharif no comando, o Exército realizou operações no Waziristão, nomeadamente a Operação Zarb-e-Azb que estabilizou o Norte-oeste do país. Ele expandiu o papel de paramilitares, em Karachi , que é amplamente creditado com motivo pela redução do nível de violência no Paquistão, principalmente na capital. Os militares Paquistaneses sob seu comando também tem apoiado o governo democraticamente eleito, travando ações contra a insurgência na região de Baluquistão, e a realizar a integração de ex-militantes de volta no conjunto da sociedade Paquistanesa. Sharif também desenvolveu a brigada especial para ajudar a proteger e garantir o corredor econômico China-Paquistão, que atravessa a província de Baluquistão. General Sharif também foi o responsável pelo desenvolvimento da indústria de defesa paquistanesa, que resultaram em uma economia de mais de us $1,14 bilhão dos cofres do Paquistão.
Desde 2017, Sharif foi colocado como comandante-em-chefe da Aliança Militar Islâmica como, uma aliança militar de 39 nações Muçulmanas.

## Biografia
O general Raheel Sharif nasceu em Quetta, capital do Paquistão, na província de Baluquistão. Ele pertence a uma família Rajput com raízes no Punjab. Ele possui um histórico familiar proeminente em questões militares, ele é o filho do major Rana Muhammad Sharif. Ele é o filho mais novo entre os três irmãos e duas irmãs. Seu outro irmão, o Capitão Mumtaz Sharif, também serviu no Exército do Paquistão e por sua bravura, foi premiado mas teve uma aposentadoria antecipada devido a motivos de saúde. Do lado materno, ele é sobrinho do Major Raja Aziz Bhatti, que foi declarado como o mártir da Guerra Indo-Paquistanesa de 1965 pelo Paquistão. Ele é casado e tem três filhos, dois filhos e uma filha.

## Serviço militar
Sharif recebeu sua educação formal em Lahore, e depois participou da Academia Militar do Paquistão (AMP) . Após a sua formatura em outubro de 1976, ele foi comissionado para o 6º Batalhão de Fronteira, onde seu irmão também havia servido. Ele serviu como adjunto para a Academia Militar do Paquistão e juntou-se a uma brigada de infantaria em Gilgit. Já como um brigadeiro, comandou duas brigadas de infantaria. Em 2002, foi nomeado Secretário Militar, pelo então Chefe do Exército General Pervez Musharraf sucedendo Nadeem Taj, mais tarde serviu como diretor-geral do ISI.
Na época, ele foi atribuído o comando da 11ª Divisão de Infantaria , em Lahore, pelo General Pervez Musharraf. Depois de comandar a divisão por mais de dois anos, assumiu o posto de Comandante da Academia Militar do Paquistão em Kakul. A seguir, a sua promoção a Tenente-General, Sharif serviu como comandante do corpo Gujranwala por dois anos e, em seguida, assumiu o cargo de Inspector-Geral para a Formação e a Avaliação no Exército do Paquistão.

## Papel na luta contra o Terrorismo
Como Inspector-Geral para a Formação e Avaliação Militar, ele reforçou o papel das faculdades militares no país e desenvolveu novas noções locais de guerra não convencional para as tropas. Ele mudou o foco do exército para a realização de operações de contra insurgência contra o Tehrik-i-Taliban (Taliban Paquistanês).
General Sharif foi umas das lideranças militares paquistanesa que focou no combate ao Talibã dentro Paquistão, diminuindo o peso das concentrações contra a Índia.

## Chefe do Exército
Em 27 de novembro de 2013, Sharif foi nomeado como o 9° Chefe do Exército do Paquistão pelo Primeiro-Ministro Nawaz Sharif. De acordo com fontes, o estilo General Sharif de ser desinteressado em política foi vista como muito positiva para manter o equilíbrio na região. Sua indicação transpassou o mais favorito Tenente-General Haroon Aslam, um dos motivos elencados e que o Tenente-General Haroon Aslam pode ter sido não indicado por causa de sua ação no golpe de estado de 1999.
De acordo com The Economist, "ao contrário de seus antecessores, o general Sharif aparenta ver os jihadistas, principalmente, na forma do Talibã no próprio Paquistão, a maior ameaça, e tem buscado a ajuda dos norte-Americanos na luta contra eles."

## Aliança Islâmica Militar
Em abril de 2017, Raheel teve a aprovação do Governo do Paquistão para servir como chefe da Aliança Islâmica Militar.

## Controvérsias
Em uma entrevista o ex-chefe do exército Pervez Musharraf disse que Raheel Sharif o ajudou a escapar do julgamento e sair do país por "influenciar os tribunais", aliviando-os da pressão do governo.
A coloca de Raheel Sharif em ação em nome dos Sauditas, logo após a  sua reforma, foi questionada tanto por parte do público quanto por parte dos legisladores.